# Lijst van personen overleden in september 2022
Dit is een lijst van bekende personen die zijn overleden in september 2022.

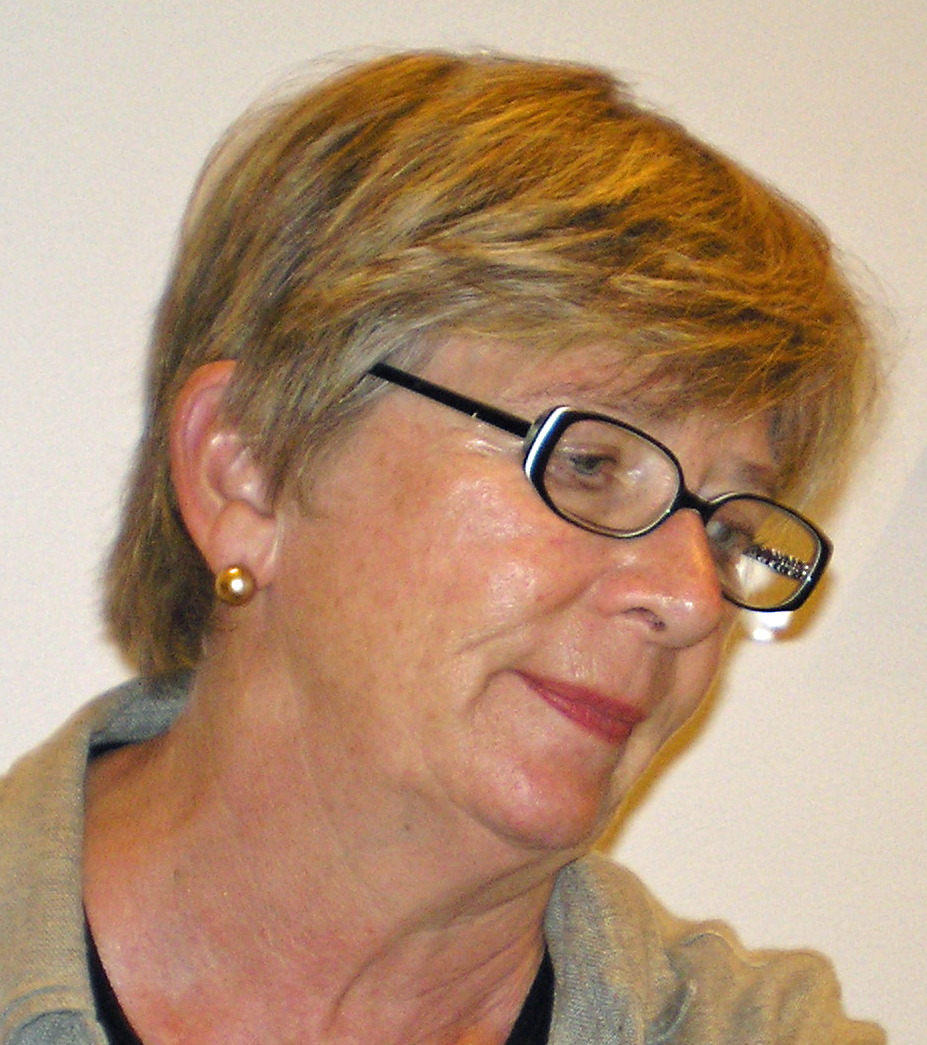
Barbara Ehrenreich
1 september

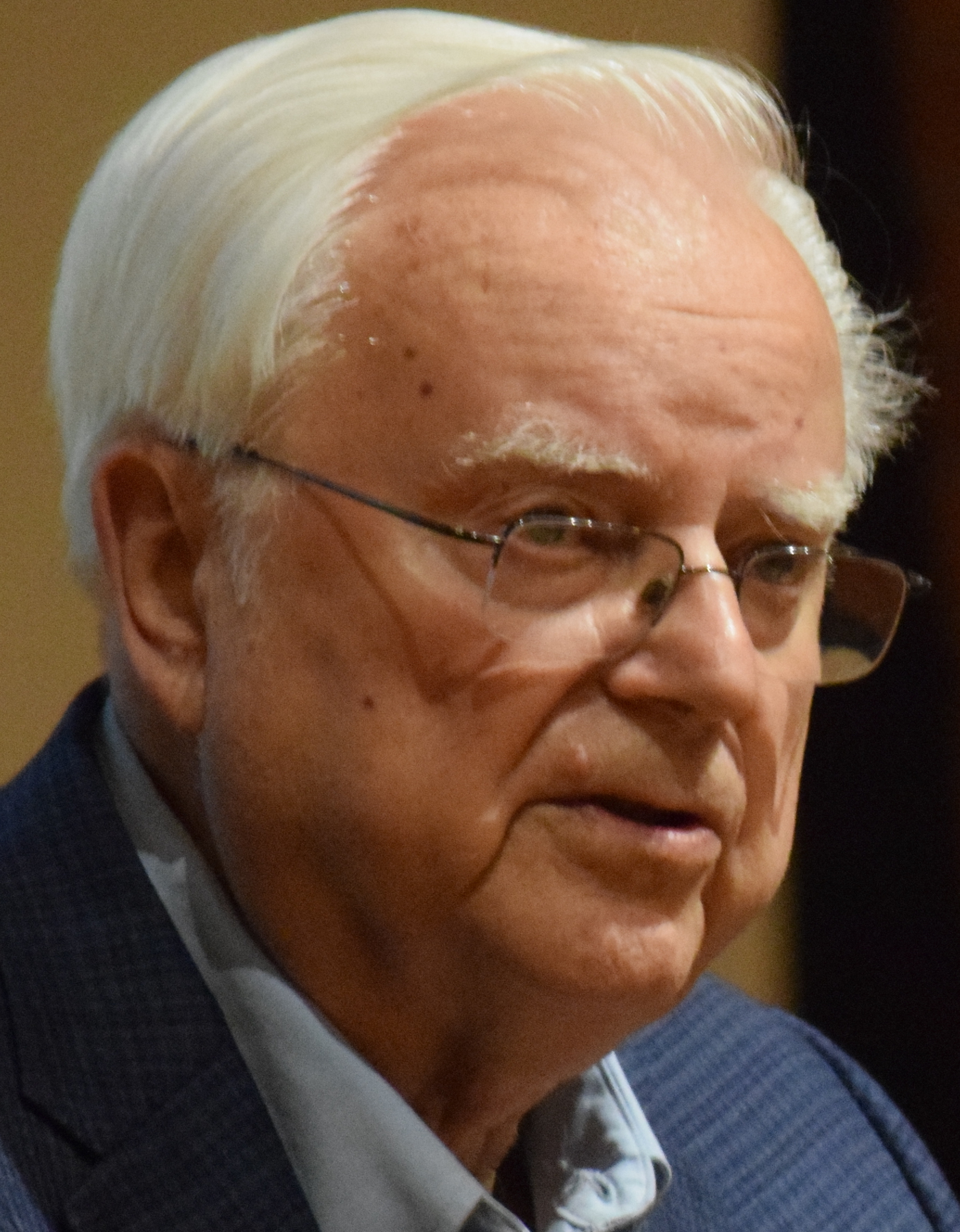
Frank Drake
2 september

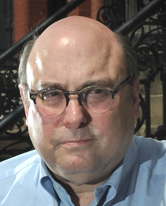
Peter Straub
4 september

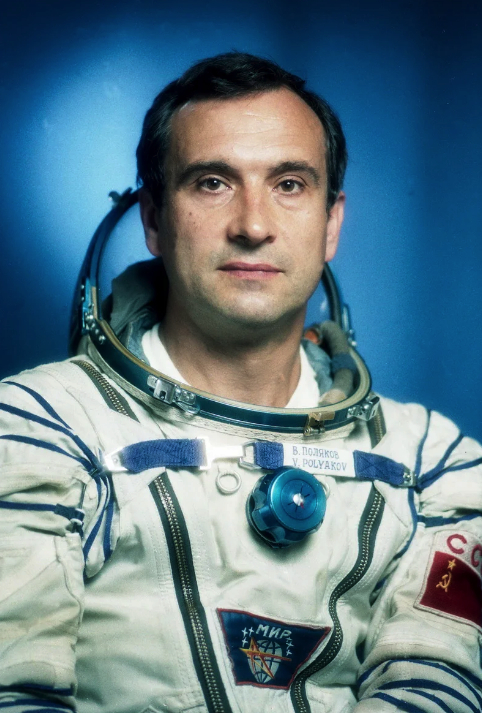
Valeri Poljakov
7 september

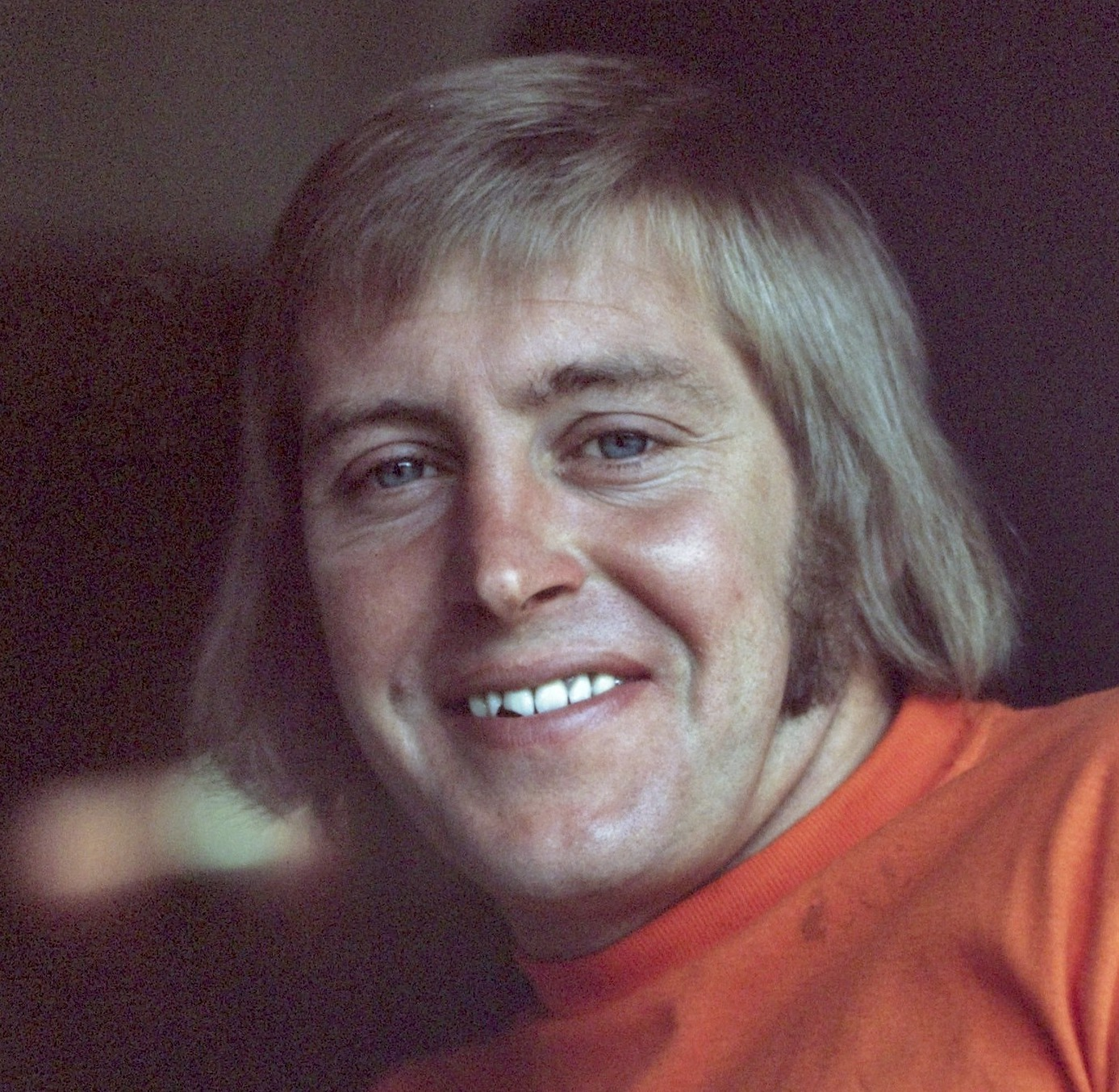
Piet Schrijvers
7 september

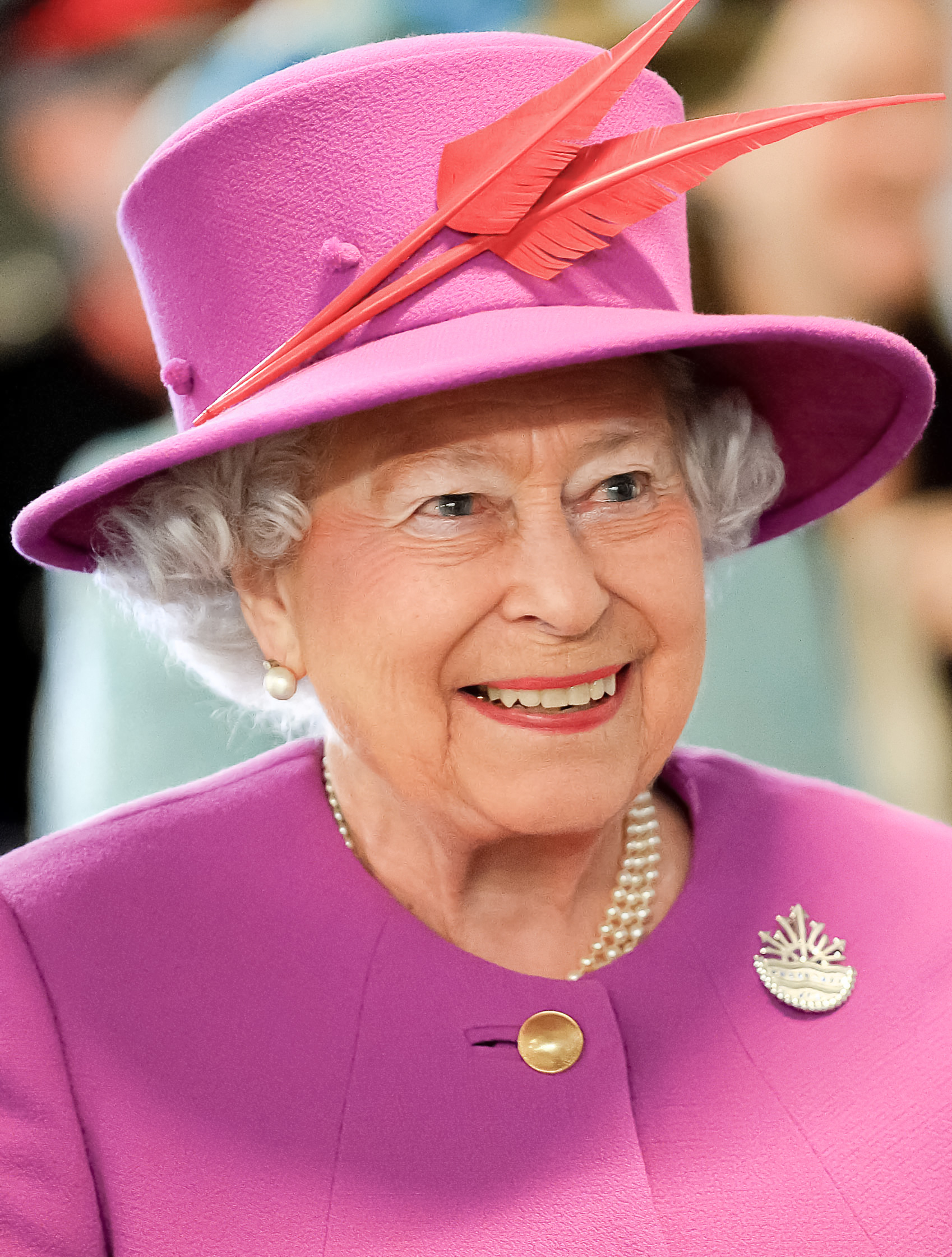
Elizabeth II van het Verenigd Koninkrijk
8 september

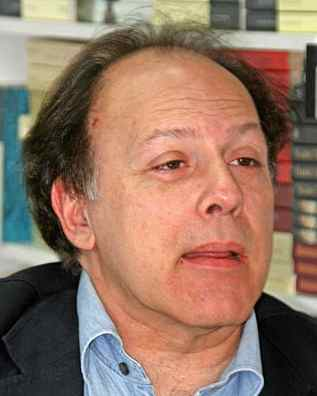
Javier Marías
11 september

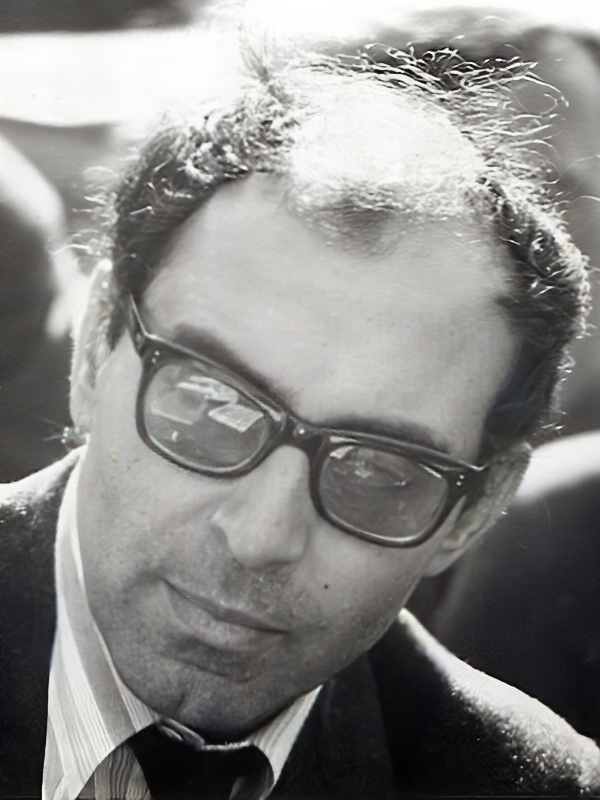
Jean-Luc Godard
13 september

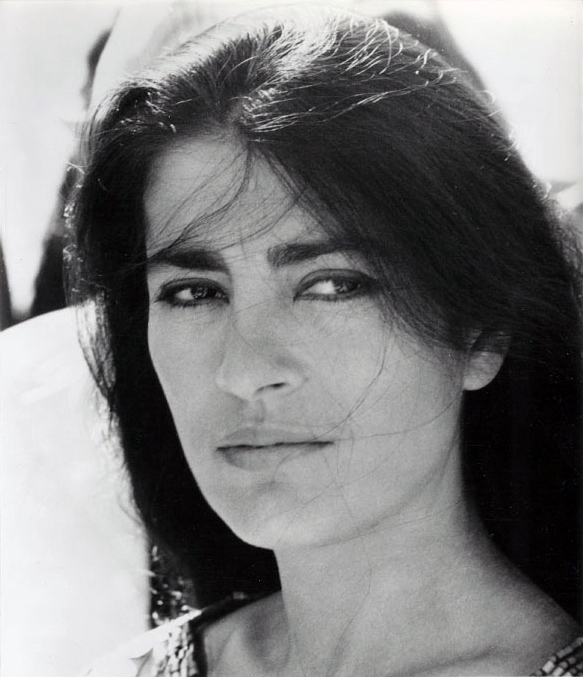
Irene Papas
14 september

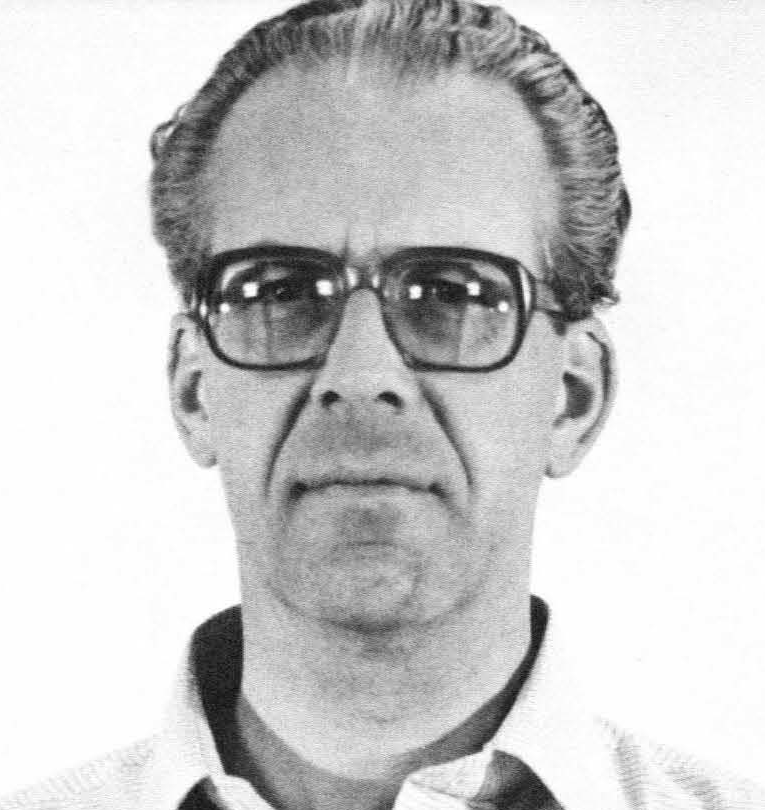
Maarten Schmidt
17 september

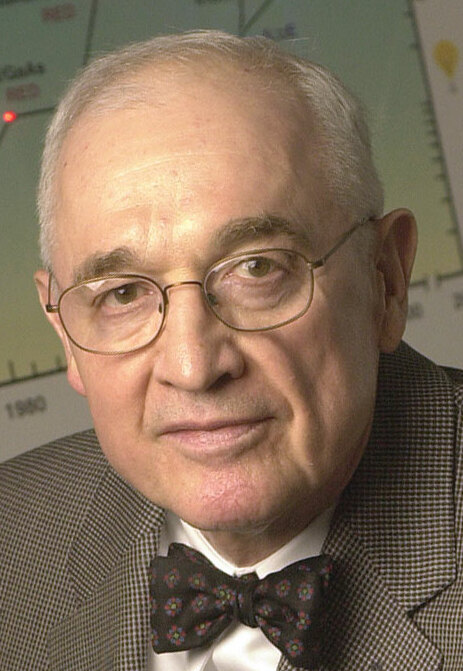
Nick Holonyak
18 september

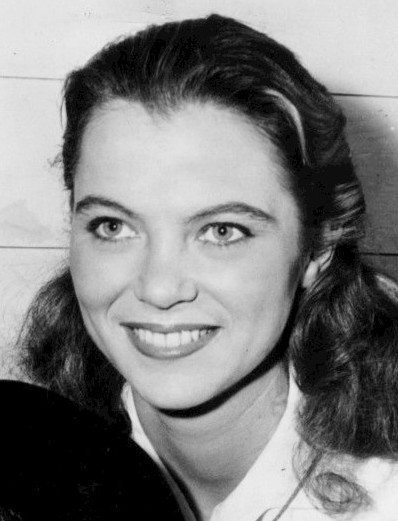
Louise Fletcher
23 september

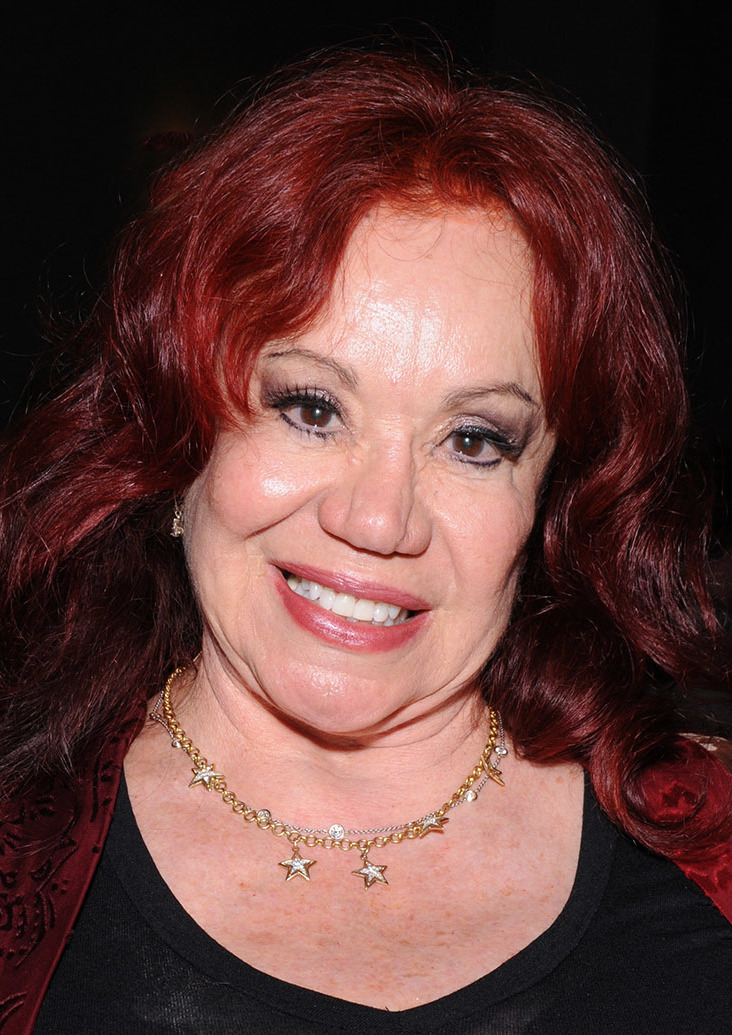
Kitten Natividad
24 september

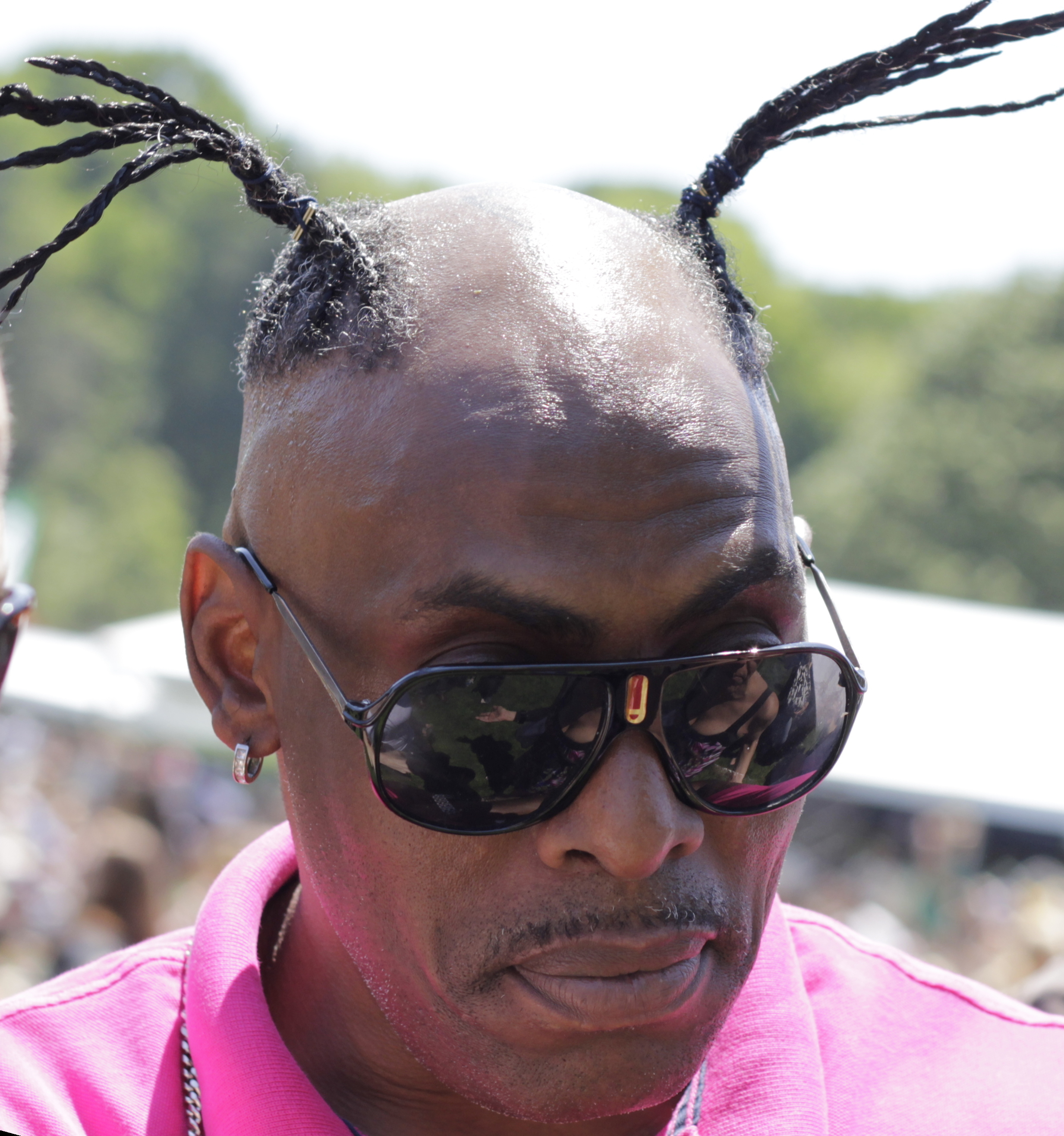
Coolio
28 september

| 1 | 2 | 3 | 4 | 5 | 6 | 7 | 8 | 9 | 10 | 11 | 12 | 13 | 14 | 15 | 16 | 17 | 18 | 19 | 20 | 21 | 22 | 23 | 24 | 25 | 26 | 27 | 28 | 29 | 30 |
| - | - | - | - | - | - | - | - | - | -- | -- | -- | -- | -- | -- | -- | -- | -- | -- | -- | -- | -- | -- | -- | -- | -- | -- | -- | -- | -- |

### 1 september
- Barbara Ehrenreich (81), Amerikaans journaliste, publiciste en columniste[1]
- Tony Van Autenboer (90), Belgisch geoloog en poolexpeditieleider Antarctica[2][3]

### 2 september
- Mišo Cebalo (77), Kroatisch schaker[4]
- Frank Drake (92), Amerikaans astronoom en astrofysicus[5]
- Jan Krikken (78), Nederlands entomoloog[6]
- Fons Tans (74), Nederlands politicus[7]
- Drummie Zeb (62), Brits reggaemuzikant[8]

### 3 september
- Joeri Basjkatov (54), Sovjet-Moldavisch zwemmer[9]
- Shavez Hart (29), Bahamaans atleet[10]

### 4 september
- Pieter van den Berg (96), Nederlands operazanger[11]
- Bo Brundin (85), Zweeds acteur[12]
- Boris Lagoetin (84), Russisch bokser[13]
- Peter Straub (79), Amerikaans schrijver[14]

### 5 september
- Margrith Bigler-Eggenberger (89), Zwitsers advocate en rechter[15]
- Lars Vogt (51), Duits pianist en dirigent[16]

### 6 september
- Marsha Hunt (104), Amerikaans actrice[17]
- Just Jaekin (82), Frans filmregisseur, beeldhouwer en fotograaf[18]
- Edo Spier (96), Nederlands politicus, architect en ontwerper[19]

### 7 september
- Valeri Poljakov (80), Russisch kosmonaut[20][21]
- Piet Schrijvers (75), Nederlands voetballer[22]
- Bernard Shaw (82), Amerikaans journalist[23]

### 8 september
- Dik Brouwer de Koning (89), Nederlands burgemeester[24]
- Elizabeth II van het Verenigd Koninkrijk (96), Brits koningin[25]
- Hans van Es (91), Nederlands burgemeester[26]
- Cécile Janssens (54), Nederlands epidemiologe en columniste[27]

### 9 september
- Jack Ging (90), Amerikaans acteur[28]
- Wim de Jongh (94), Nederlands voetballer[29]
- Pierre Muller (70), Zwitsers politicus[30]
- Dick Verbakel (68), Nederlands priester[31]

### 10 september
- Menno Boelsma (61), Nederlands schaatser[32]
- William Klein (96), Amerikaans-Frans fotograaf[33]

### 11 september
- Jean Bock (91), Belgisch politicus[34]
- Gerrit-Jan van Heemst (44), Nederlands sportjournalist[35]
- Wim van Helvoort (84), Nederlands voetballer[36]
- Javier Marías (70), Spaans schrijver[37]
- Alain Tanner (92), Zwitsers filmregisseur[38]
- Elias Theodorou (34), Canadees vechtsporter[39]

### 12 september
- Ramsey Lewis (87), Amerikaans jazzpianist en toetsenist[40]
- Eric Pianka (83), Amerikaans herpetoloog en evolutionair ecoloog[41]
- PnB Rock (Rakim Allen) (30), Amerikaans rapper[42]

### 13 september
- Jean-Luc Godard (91), Frans regisseur en scenarioschrijver[43]
- Jesse Powell (51), Amerikaans zanger[44]
- Kenneth Starr (76), Amerikaans advocaat[45]

### 14 september
- Ken Douglas (86), Nieuw-Zeelands politicus en vakbondsman[46]
- Anton Fier (66), Amerikaans drummer, muziekproducent, componist en orkestleider[47]
- Mariano Ondo (23), Equatoriaal-Guinees voetballer[48]
- Dimitrios Pandermalis (82), Grieks archeoloog[49]
- Irene Papas (93), Grieks actrice en zangeres[50][noot 1]
- Jim Post (82), Amerikaans folkzanger[51]
- Henry Silva (95), Amerikaans acteur[52]
- Michel Verschueren (91), Belgisch sportbestuurder[53]
- Henk van der Wal (74), Nederlands sportbestuurder[54]

### 15 september
- Brian Binnie (69), Amerikaans testpiloot en ruimtevaarder[55]
- Saul Kripke (81), Amerikaans filosoof en logicus[56]
- Diana Maggi (97), Italiaans-Argentijns actrice[57]

### 16 september
- Bruno Bonduelle (89), Frans ondernemer[58]
- Marva Hicks (66), Amerikaans zangeres en actrice[59]
- Marty Sheller (82), Amerikaans muzikant en componist[60]

### 17 september
- Vlado Milunić (81), Tsjechisch architect[61]
- Maarten Schmidt (92), Nederlands astronoom[62]

### 18 september
- Kjell Espmark (92), Zweeds auteur en literatuurwetenschapper[63]
- Nick Holonyak (93), Amerikaans natuurkundige[64]
- Teruyuki Noda (82), Japans componist en muziekpedagoog[65]
- Nicolas Schindelholz (34), Zwitsers voetballer[66]
- Cherry Valentine (28), Brits dragqueen[67]

### 19 september
- Paul Grijpma (74), Nederlands journalist[68]
- Florian Pedarnig (84), Oostenrijks volksmuzikant en componist[69]

### 20 september
- Philippine Dhanis (55), Belgisch politica[70]
- Isiah Jones (28), Amerikaans bokser[71]

### 21 september
- Jan van Barneveld (86), Nederlands christelijk schrijver en spreker[72]
- Andrea Bodó (88), Hongaars turnster[73]
- François Corteggiani (69), Frans stripauteur[74]
- Bernhardt Edskes (81), Nederlands-Zwitsers organist, orgelbouwer en orgeldeskundige[75]
- John Hamblin (87), Brits-Australisch televisiepresentator[76]
- Russell Weir (71), Brits golfer[77]

### 22 september
- Tony Brown (77), Brits darter[78]
- Marc Danval (85), Belgisch schrijver, journalist en kunstenaar[79]
- Jorge Fons (83), Mexicaans filmregisseur[80]
- Hilary Mantel (70), Brits schrijfster[81]
- Peter Nederhand (89), Nederlands atleet[82]
- Ladislav Švihran (90), Belgisch-Slowaaks schrijver en vertaler[83]

### 23 september
- Robert Cormier (33), Canadees acteur[84]
- Jaak Dreesen (88), Belgisch schrijver en journalist[85]
- Louise Fletcher (88), Amerikaans actrice[86]
- Willy Soemita (86), Surinaams politicus[87]
- Jaroslav Zeman (86), Tsjechisch dirigent, componist en muziekpedagoog[88]

### 24 september
- Tim Ball (83), Canadees klimatoloog[89]
- Kitten Natividad (74), Mexicaans-Amerikaans pornoster en exotisch danseres[90]
- Pharoah Sanders (81), Amerikaans jazzsaxofonist[91]
- Sam Webb (85), Brits architect[92]

### 25 september
- Aïcha Chenna (81), Marokkaans vrouwenrechtenactiviste[93]
- Andrés Prieto (93), Chileens voetballer en voetbaltrainer[94]
- Otto Roffel (95), Nederlands voetballer[95]

### 26 september
- Jacques Drèze (93), Belgisch econoom[96]
- Meiny Epema-Brugman (91), Nederlands politica[97]
- Cristien Polak (68), Surinaams diplomaat en politicus[98]
- Yusuf al-Qaradawi (96), Egyptisch soenni-geleerde[99]
- Venetia Stevenson (84), Brits-Amerikaans actrice en model[100]
- Patrick Van Kets (55), Belgisch voetballer en voetbalcoach[101]

### 27 september
- Anne van der Bijl (94), Nederlands zendeling[102]
- Gerrit Borghuis (82), Nederlands voetballer[103]
- Vincent Deporter (63), Belgisch striptekenaar en animator[104]
- Joan Hotchkiss (95), Amerikaans actrice[105]

### 28 september
- Coolio (Artis Ivey) (59), Amerikaans rapper, acteur en platenproducer[106]
- Jentsje Popma (100), Nederlands schilder en beeldhouwer[107]
- Gerda van Cleemput (86), Belgisch schrijfster[108]

### 29 september
- Kathleen Booth (100), Brits computerwetenschapster en wiskundige[109]
- Rob Landsbergen (62), Nederlands voetballer[110]
- Gaston Van Camp (83), Belgisch schrijver[111]
- Paul Veyne (92), Frans historicus[112]

### 30 september
- Franco Dragone (69), Belgisch regisseur en zakenman[113]
- Menno Meijer (92), Nederlands edelsmid en beeldhouwer[114]
- Colin Touchin (69), Brits componist[115]
- Ivan Petunin (27), Russisch rapper[116]

### Datum onbekend
- Antonín Hájek (35), Tsjechisch schansspringer[117]
- Vernon Heywood (94), Brits botanicus[118]
- Trevor Tomkins (81), Brits jazzdrummer[119]

januari ·
februari ·
maart ·
april ·
mei ·
juni ·
juli ·
augustus ·
september ·
oktober ·
november ·
december
1900 ·
1901 ·
1902 ·
1903 ·
1904 ·
1905 ·
1906 ·
1907 ·
1908 ·
1909 ·
1910 ·
1911 ·
1912 ·
1913 ·
1914 ·
1915 ·
1916 ·
1917 ·
1918 ·
1919 ·
1920 ·
1921 ·
1922 ·
1923 ·
1924 ·
1925 ·
1926 ·
1927 ·
1928 ·
1929 ·
1930 ·
1931 ·
1932 ·
1933 ·
1934 ·
1935 ·
1936 ·
1937 ·
1938 ·
1939 ·
1940 ·
1941 ·
1942 ·
1943 ·
1944 ·
1945 ·
1946 ·
1947 ·
1948 ·
1949 ·
1950 ·
1951 ·
1952 ·
1953 ·
1954 ·
1955 ·
1956 ·
1957 ·
1958 ·
1959 ·
1960 ·
1961 ·
1962 ·
1963 ·
1964 ·
1965 ·
1966 ·
1967 ·
1968 ·
1969 ·
1970 ·
1971 ·
1972 ·
1973 ·
1974 ·
1975 ·
1976 ·
1977 ·
1978 ·
1979 ·
1980 ·
1981 ·
1982 ·
1983 ·
1984 ·
1985 ·
1986 ·
1987 ·
1988 ·
1989 ·
1990 ·
1991 ·
1992 ·
1993 ·
1994 ·
1995 ·
1996 ·
1997 ·
1998 ·
1999 ·
2000 ·
2001 ·
2002 ·
2003 ·
2004 ·
2005 ·
2006 ·
2007 ·
2008 ·
2009 ·
2010 ·
2011 ·
2012 ·
2013 ·
2014 ·
2015 ·
2016 ·
2017 ·
2018 ·
2019 ·
2020 ·
2021 ·
2022 ·
2023 ·
2024 ·
2025